# Il fiume Subarna
Il fiume Subarna (সুবর্ণরেখা,Subarṇarekhā) è un film del 1965 diretto da Ritwik Ghatak. Fu prodotto nel 1962 ma uscì solo nel 1965. Costituisce la terza parte di una trilogia che comprende anche Meghe Dhaka Tara (1960) e Komal Gandhar (1961); tutti i film trattano del periodo successivo alla divisione dell'India del 1947 e dei profughi che ne subirono le conseguenze.

## Trama
Dopo la divisione dell'India nel 1947, Ishwar Chakraborty è un indù che ha scelto di non restare nella sua terra natale, divenuta il Pakistan Orientale. Con la sua sorella minore Sita si reca nel Bengala Occidentale, dove cerca di cominciare una nuova vita. In un campo profughi essi assistono al sequestro di una donna di bassa casta; Ishwar decide di prendere con sé il figlioletto della donna, Abhiram. Grazie all'interessamento del suo vecchio compagno di studi Rambilas, Ishwar ottiene un lavoro in un mulino sul fiume Subarna. Ishwar, Sita e Abhiram giungono a Chatimpur, un piccolo villaggio presso Ghatshila dove incontrano Mukherjee, il capomastro della fabbrica, che li accoglie affettuosamente.
Poco dopo, Abhiram viene mandato a scuola a Jhargram, e Sita si ritrova da sola. Abhiram porta brillantemente a termine i suoi studi e fa ritorno proprio nel giorno in cui Ishwar è stato nominato come nuovo direttore. Abhiram scopre che Ishwar ha già preparato le carte perché s'iscriva in un'università tedesca per perfezionare i suoi studi in ingegneria ma, con sorpresa della sua sorella adottiva, declina l'offerta e decide invece che vuol fare lo scrittore. Poco dopo, egli e Sita si rendono conto che il sentimento che li lega non è un semplice amore fraterno; ma a questo punto emerge in Ishwar il timore dei pregiudizi, non volendo che sua sorella, appartenente alla casta dei bramini, sposi un ragazzo di una casta inferiore. Allo stesso tempo, l'appartenenza di casta di Abhiram diventa palese agli occhi dei suoi concittadini quando riconosce la madre morente alla stazione ferroviaria, davanti a un gran numero di persone. Ishwar sente il pericolo e chiede ad Abhiram di andare a Calcutta mentre presenta a Sita delle proposte di matrimonio. Durante le nozze di Sita con un altro uomo, la ragazza e Abhiram scappano insieme a Calcutta. Ishwar si adira e rimane col cuore spezzato.
Sita e Abhiram vivono nei bassifondi di Calcutta, cercando di far quadrare i conti, e si ritrovano con un bambino. Un giorno, Abhiram ottiene un nuovo lavoro come autista di autobus, ma la tragedia è in agguato: quando investe e uccide accidentalmente una bambina, viene linciato dalla folla inferocita. Disperata, Sita è costretta a darsi alla prostituzione.
Intanto, Ishwar conduce una vita triste e solitaria in provincia. Quando il suo vecchio amico Haraprasad va a fargli visita, decidono insieme di andare a Calcutta a prendere la sbornia. Concludono il loro giro in un bordello, completamente ubriachi. Quando Ishwar entra barcollando in una delle camere da letto, si trova di fronte la sua stessa sorella, della quale diventerebbe il primo cliente. Sita lo riconosce subito e, pur di non fargli vedere lo stato di abiezione in cui è caduta, si taglia la gola e muore. Quando Ishwar si rende conto di quanto è accaduto, esplode in un pianto dirotto.
Ishwar, completamente scosso, incontra il figlioletto di Sita, che ora è il suo parente più prossimo, e lo vuole con sé a Ghatshila. Alla stazione, Ishwar riceve una lettera da Mukherjee nella quale scopre che, per aver raccontato onestamente ai suoi superiori l'accaduto senza nulla omettere e per i problemi legali che ha avuto in seguito al suicidio della sorella, è stato rimosso dalla direzione, che viene affidata a Mukherjee, il quale lo sollecita a liberare l'alloggio di cui disponeva. Ishwar all'inizio si sente spaesato, ma appena vede il piccolo Binu il suo volto s'illumina e lo abbraccia forte. I due camminano lungo il fiume Subarna e gli occhi di Binu, che non sa che suo zio non ha più un tetto, si riempiono di gioia credendo di vedere la sua nuova casa, di cui sua madre gli aveva parlato tante volte, mentre Ishwar sospira ma non rivela ancora la verità per non spegnere il sogno del nipotino.

## Colonna sonora
La colonna sonora del film comprende le seguenti canzoni composte da Ustad Bahadur Khan:
- Aaj dhaner khete roudro chhayay...
- Ali, dekh bhor bhai... kahan jage...
- Aaj ki ananda, aaj ki ananda, jhulat jhulane Shyamchanda...
- Mor dukhuya ka se kahun... aaj'
- Khelan aaye... kuhar phuhar

## Accoglienza critica
In un sondaggio sui migliori film di tutti i tempi condotto nel 1998 tra i critici della rivista sul cinema asiatico Cinemaya, Il fiume Subarna si classificò all'undicesimo posto della lista. Il critico Girish Shambu, il regista Ashim Ahluwalia e altri due inclusero il film nelle loro rispettive liste dei "più grandi film di tutti i tempi" (richieste da Sight & Sound), ponendolo a 322º posto nel sondaggio tra i registi. Ahluwalia lo considera "uno dei film più intuitivi, caotici e inquietanti mai realizzati, con la migliore corsa in taxi da ubriachi nella storia del cinema."